# Прибиль, Николай Иванович
Николай Иванович Прибиль (ок. 1826 — 1907) — российский чиновник, тайный советник.

## Биография
Родился около 1826 года, был пятым ребенком в семье врача Ивана Антоновича Прибиля. Он не стал, как отец и старший брат Яков врачом, поступив 28 декабря 1848 года на службу в канцелярию наместника Кавказского. В 1849 году был младшим советником столоначальника, затем служил в управлении Кавказского учебного округа, с 1857 года — правитель канцелярии управления Кавказского учебного округа в чине коллежского советника, затем — начальник 2-го отделения контрольного департамента, а в 1866 году возглавил этот департамента, имея чин надворного советника.
С 20 апреля 1869 года — действительный статский советник, занимал должность правителя канцелярии начальника главного управления наместника Кавказского. Затем до самой смерти был членом Совета главноначальствующего гражданской частью на Кавказе. С 30 августа 1879 года состоял в чине тайного советника.
В последние 20 лет своей жизни он работал не только на ответственных должностях в главном управлении наместника Кавказа, но и в различных комиссиях, связанных со строительством нового Тифлисского театра, сгоревшего 11 октября 1874 года; был председателем Закавказского статистического комитета, был почётным мировым судьёй.
Был награждён высшими орденами Российской империя, включая орден Св. Александра Невского.
Умер в 1907 году, в окружении детей, которых у него было семнадцать человек, и внуков.

## Награды
российские
- орден Св. Станислава 2-й ст. (1859)
- орден Св. Анны 2-й ст. (1861)
- орден Св. Владимира 3-й ст. (1866)
- орден Св. Станислава 1-й ст. (1874)
- орден Св. Анны 1-й ст. (1878)
- орден Св. Владимира 2-й ст. (1883)
- орден Белого орла (1886)
- орден Св. Александра Невского (1890)

иностранные
- турецкий орден Меджидие 2-й ст. (1872)
- персидский орден Льва и Солнца 1-й ст. (1873)